# Lazare Weiller
Lazare Weiller (* 20. Juli 1858 in Sélestat (Elsass); ✡ 12. August 1928 in Territet (Schweiz)) war ein französischer Forscher, Erfinder, Industrieller und Politiker. Er gründete und leitete Fabriken zur Stromkabelherstellung und Telefongesellschaften. Er war Abgeordneter und Senator.

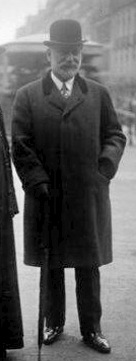
Lazare Weiller im Jahr 1920

## Leben
Lazare Weiller wurde 1858 als Sohn einer armen jüdischen Familie geboren. Sein Vater war Hausierer (marchand-colporteur) für  jüdische religiöse Schriften und Bilder. Nach der Annexion des Elsass durch das Deutsche Reich 1871 schickten seine Eltern Lazare zu Verwandten nach Angoulême, die dort eine Siebfabrik für die Papierindustrie betrieben. Er erwies sich als begabt und durfte in Paris das Lycée Saint-Louis besuchen und später in Oxford  Chemie, Physik und Griechisch studieren. Nach seiner Rückkehr wandte er seine Kenntnisse in der Fabrik seines Onkels an. 1882 konvertierte er zum Katholizismus. Er heiratete seine Nichte Marie Marguerite Jeanne Weiller, die nach kurzer Ehe starb. 1889 heiratete er Alice Javal, die auch aus einer jüdischen Familie abstammte. Nach einer erfolgreichen Karriere in der Industrie wurde er von der Regierung mit politischen Aufgaben betraut und übernahm später selbst politische Ämter. 1922 kaufte er in seinem Heimatort im Elsass ein umfangreiches historisches Bauwerk, die Lieutenace, das er grundlegend modernisieren und erweitern ließ. Durch sein aufreibendes Leben geschwächt, begab er sich in die Schweiz in ein Krankenhaus, wo er 1928 verstarb.
Sein Sohn Paul-Louis Weiller war Kampfpilot im Ersten Weltkrieg und leitete später die Flugzeugmotorenfabrik Gnome & Rhône, die später in der SNECMA aufging.

## Erfinder und Industrieller
Zunächst befasste er sich mit der Verbesserung der Stromleitungen. Zu seiner Zeit nutzte man Kupferleitungen, die teuer und nicht sehr fest waren. Es gelang ihm, die Legierung Siliziumbronze herzustellen, die genauso gut leitete, fester und billiger war. 1881 gründete er die Fabrik Tréfileries et Laminoirs du Havre (Drahtzieherei und Walzwerk von Havre). 10 Jahre später beschäftigte er 1500 Arbeiter. Er trat in den Aufsichtsrat der jungen Société du Téléphone ein, außerdem wurde er Mitglied in den Beratungsgremien der Banque de France, Chemins de Fer (Eisenbahn), Société d'économique (Ökonomische Gesellschaft) und Grand Conseil des colonies (Großer Rat der Kolonien).
1889 veröffentlichte er in der Revue du Génie Civile (Zeitschrift der Ingenieurwissenschaften)  eine Studie über die Übertragung eines bewegten Bildes mithilfe von Elektrizität, er nannte diesen „Téléviseur“ „Le Phososphore“ der mit Spiegeln und Rädern funktionieren sollte. Seine Idee wurde später tatsächlich in Form des Weillerschen Spiegelrades umgesetzt, das zur senderseitigen Abtastung von Fernsehbildern eingesetzt wurde (als Alternative zu der von Paul Nipkow entwickelten Nipkow-Scheibe). Praktisch verwendet wurde es u. a. bei den Fernsehsystemen von Ernst Fredrik Werner Alexanderson sowie August Karolus.
1905 gründete er die Compagnie française  des automobiles de place (Taxi), um das Patent des Taxameter zu nutzen.
1908 kaufte er eine Lizenz der Brüder Wright und gründete die Compagnie générale de navigation aérinenne (Gesellschaft der Flugnavigation).
1912 gründete er in Hamburg zusammen mit der deutschen Firma Goldschmitt die Compagnie universelle de Télégraphie sans fil (Universelle Gesellschaft zur drahtlosen Telegrafie).

## Politiker
1902 beauftragte ihn der Présidents du Conseil  Pierre Waldeck-Rousseau mit einer Mission in den Vereinigten Staaten von Amerika. Dort lernte er den Bankier J. P. Morgan und die Brüder Wright kennen.
1914 wurde er als Abgeordneter gewählt, verlor aber 1919 sein Mandat wieder, 1920 wurde er dafür als Senator des Département Bas-Rhin  gewählt.

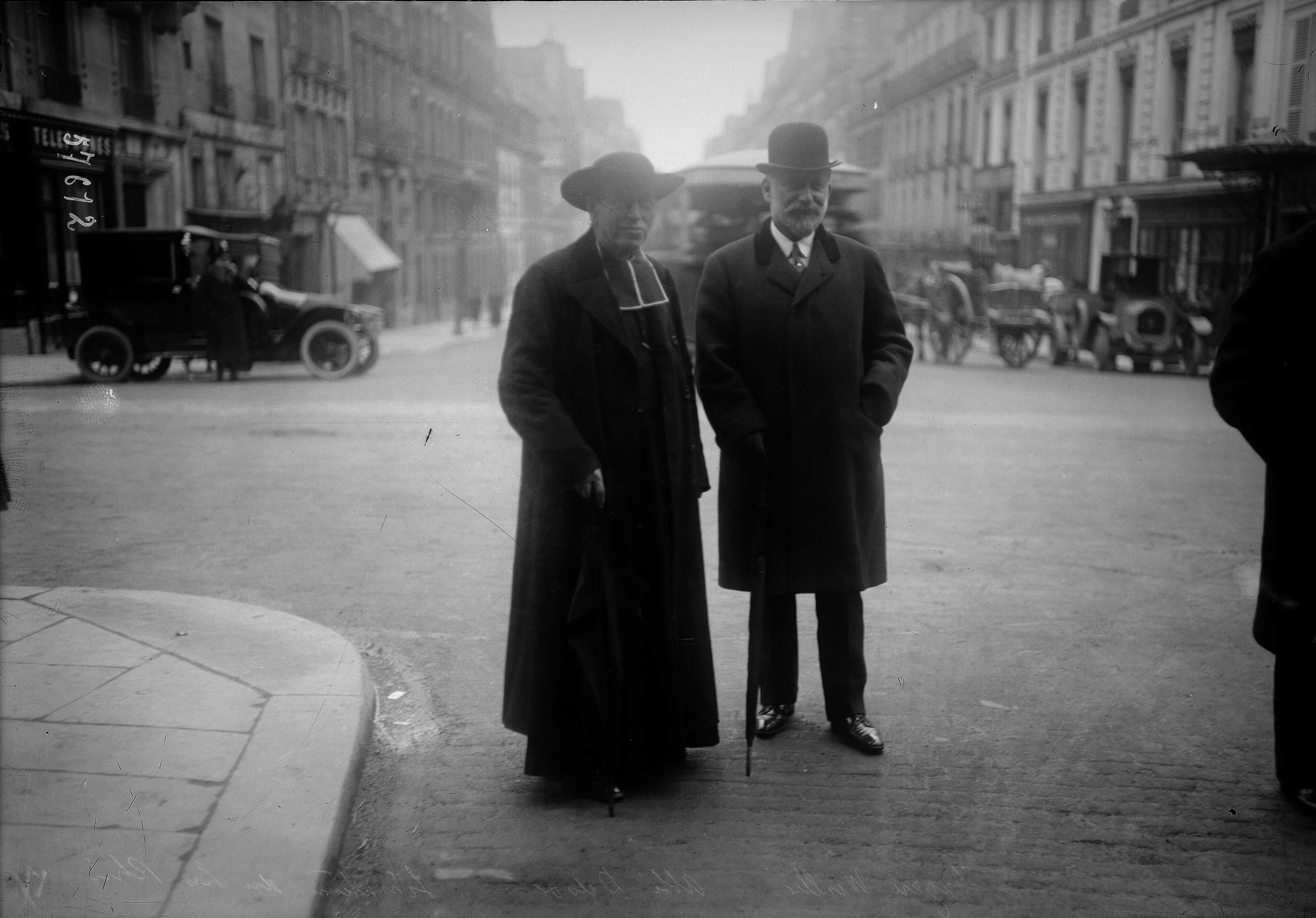
Nicolas Delsor et Lazare Weiller-1920